# Chaetonerius comperei
Chaetonerius comperei är en tvåvingeart som beskrevs av Cresson 1926. Chaetonerius comperei ingår i släktet Chaetonerius och familjen Neriidae.
Artens utbredningsområde är Sri Lanka. Inga underarter finns listade i Catalogue of Life.